# Liza Machulska
Liza Machulska z domu Wiergasowa (ur. 1950 w Jałcie) – rosyjska aktorka, choreograf, modelka. Była żona reżysera Juliusza Machulskiego, grała w kilku jego filmach.

## Życiorys
Do 1986 pracowała w różnych biurach w Moskwie jako maszynistka, podejmując jednocześnie próby studiów muzycznych oraz w Instytucie Literackim im. Gorkiego, obie nieukończone. Pracowała także jako modelka w pracowni projektanta mody Wiaczesława Zajcewa na Kuźnieckim Moście.
U Juliusza Machulskiego, którego poznała w 1987, zagrała najpierw w filmie Kingsajz rolę buntowniczej modelki Ewy, narzeczonej Ola; w czasie zdjęć zajęła się także choreografią scen pokazu mody w tym filmie. W tym samym roku zagrała u Jacka Bromskiego w Zabij mnie, glino rolę współpracowniczki Popczyka – Basi. W kolejnym filmie Machulskiego, polsko-radzieckiej komedii Deja vu w 1988 znowu wystąpiła w podwójnej roli choreografa i aktorki, grając rolę podporucznik Afrodyty Ditty Pierepliotczykowej. W 1991 w filmie Machulskiego V.I.P. zagrała Annę, żonę Jerzego Maleckiego, a w serialu Kuchnia polska dla telewizji (1993) – Lenę Sewczuk, opiekunkę dzieci z domów dziecka.
Na początku lat 90. wyjechała do Francji. Od 1998 współpracuje z francuskim choreografem Regisem Obadia, który został jej mężem. Pisze libretta i projektuje kostiumy do wielu jego produkcji, w tym do „Idioty” w rosyjskim Akademickim Teatrze Młodzieży i „Święta wiosny” w teatrze „Balet Moskwa”, wyróżnionego nagrodą „Czajka” i „Złotą Maską”.

## Filmografia
- 1987: Kingsajz – modelka Ewa, narzeczona Ola
- 1987: Zabij mnie glino – milicjantka Basia, partnerka Popczyka
- 1989: Deja vu – podporucznik Afrodyta Pieriepliotczykowa
- 1991: V.I.P – Anna, żona Jerzego
- 1993: Kuchnia polska – Lena Szewczuk, opiekunka dzieci z domów dziecka